# Rappomyran
Rappomyran är ett naturreservat i Bodens och Jokkmokks kommuner i Norrbottens län.
Området är naturskyddat sedan 2003 och är 30,3 kvadratkilometer stort. Reservatet omfattar en långsträckt myr längs Pulisbäcken. Reservatet består av våtmarker och strandskogar. 